# フニクラ・デ・モンジュイック
フニクラ・デ・モンジュイック（カタルーニャ語: Funicular de Montjuïc）は、スペイン、バルセロナを走るケーブルカーである。ほとんどトンネル内を走り、バルセロナ地下鉄のパラ・レル駅と、モンジュイックの丘や、そこにある様々な観光名所や施設を結んでいる。

## 概要
フニクラは、都市輸送公社の統一料金路線網の一部であり、ネットワーク地図上に掲載されている地下鉄と同一料金で乗ることが出来る。地下鉄のほとんどを所有する、バルセロナ交通局 (TMB) が運営している。
このフニクラは、バルセロナに3つあるうちの1つであり、他にいずれもTMBが運営する、フニクラ・デ・バルビドレラ、フニクラ・デル・ティビダボがある。

## 沿革
この路線は、1929年に行われた国際博覧会に向けて開業した。1970年頃まで、フニクラはもう一区間上のモンジュイック城にある駅（現在はモンジュイック・ケーブルカーを利用して行くことができる）まで敷設されていた。
1992年には、バルセロナオリンピックに向けてモンジュイックの上に建てられた、エスタディ・オリンピック・リュイス・コンパニスやその他の施設への交通の利便性を高めるため、大規模な改修工事が行われた。

## データ

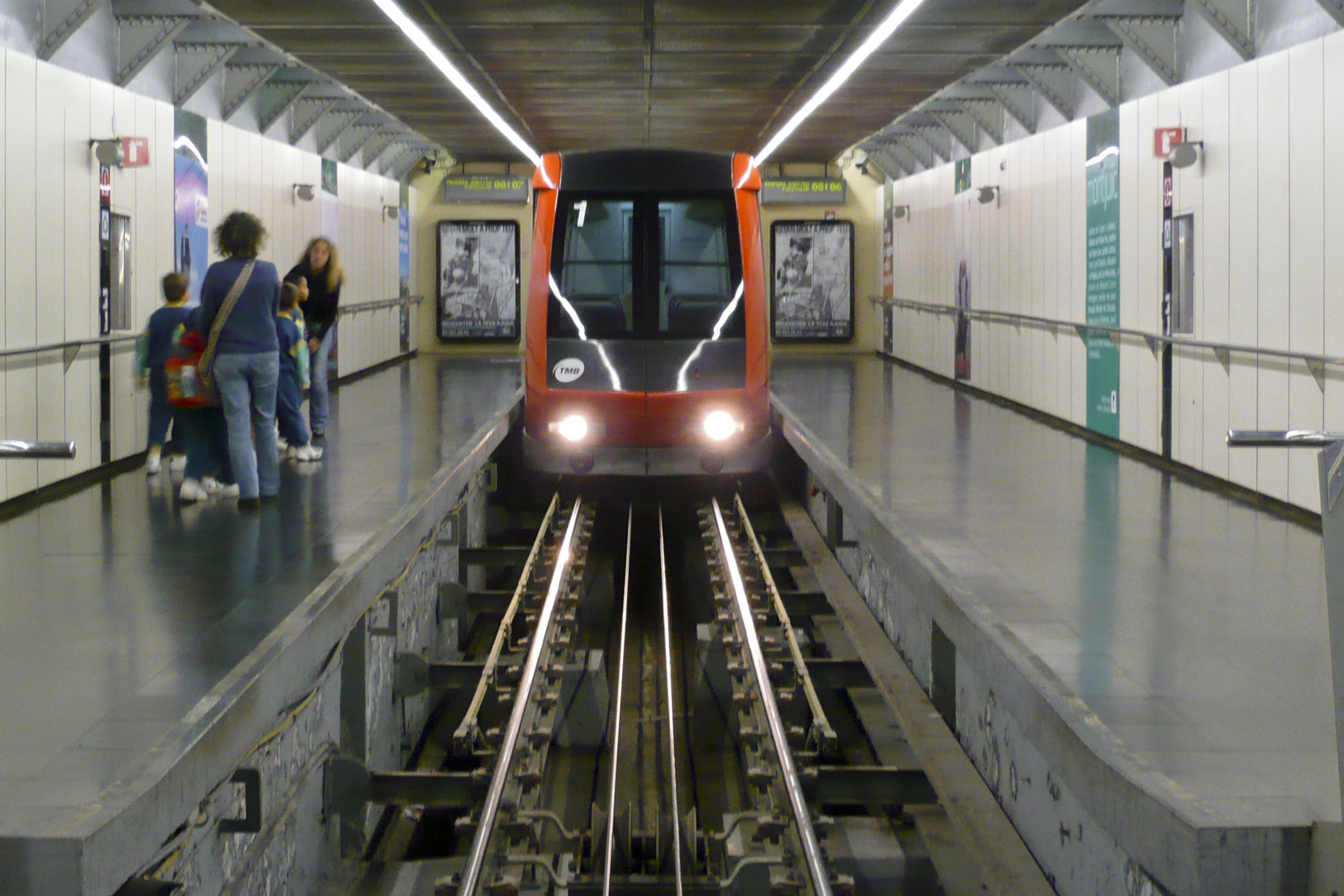
パル・レラ駅に入るフニクラ

| 駅数     | 2                          |
| 配置     | 単線、列車交換             |
| 全長     | 758メートル (2,487 ft)     |
| 高低差   | 76メートル (249 ft)        |
| 最大勾配 | 18%                        |
| 軌間     | 1,200 mm (3 ft 11+1⁄4 in)  |
| 積載台数 | 2, 3台                     |
| 定員     | 400人                      |
| 最高速度 | 10メートル毎秒 (32.8 ft/s) |
| 所要時間 | 2分                        |
| 牽引     | 電気                       |